# Сељубље
Сељубље је насељено мјесто у Босни и Херцеговини, у општини Калесија, које административно припада Федерацији Босне и Херцеговине. Према попису становништва из 2013. у насељу је живјело 923 становника.

## Становништво
| Демографија | Демографија | Демографија |
| Година      | Становника  | Становника  |
| ----------- | ----------- | ----------- |
| 1961.       | 588         |             |
| 1971.       | 690         |             |
| 1981.       | 851         |             |
| 1991.       | 1.017       |             |
| 2013.       | 923         |             |